# لواط

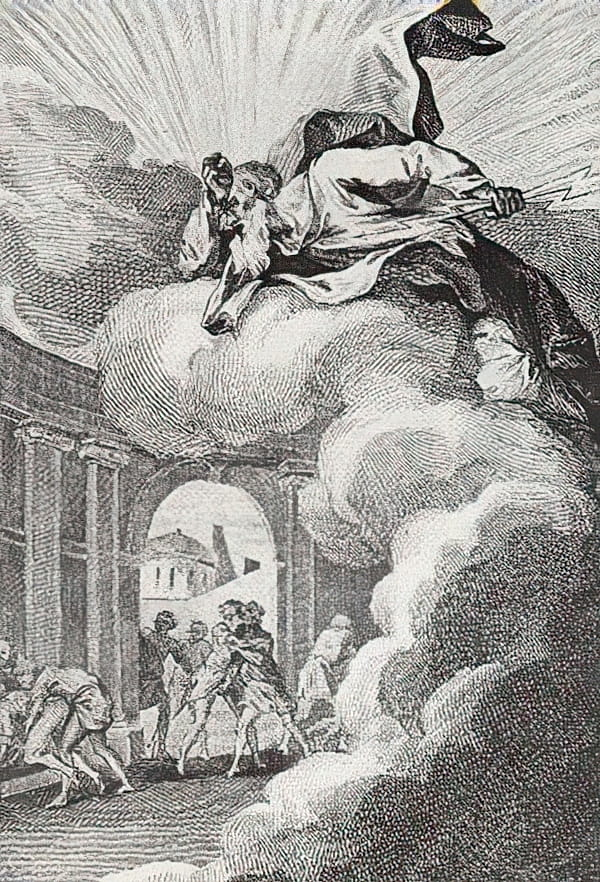
لوحة تعود لعام 1781 لفرنسوا أولين تصوّر قوم لوط.

اللواط هو ممارسة الأشخاص للجنس الشرجي أو الفموي عامةً أو ممارسة الجنس مع حيوانات غير بشرية (البهيمية)، ولكن ربما تعني أيضًا أي ممارسة جنسية بغير غرض التكاثر. اقتصر لفظ «سدومية»، المشتق من قصة سدوم وعمورة الواردة في سفر التكوين، على الجنس الشرجي حصرًا. تجرم بعض الدول هذه الممارسة بتطبيقها قوانين السدومية. لا تُطبق هذه القوانين في العالم الغربي أو أُلغي العديد منها.

## المصطلح
اشتُق اللفظ من المصطلح اللاتيني الكنسي بيكاتوم سودومتيكوم (باللاتينية: peccatum Sodomiticum) «خطيئة السدومية» المأخوذ من الكلمة اليونانية سودوما (باليونانية: Σόδομα). تروي الإصحاحات من الثامن عشر إلى العشرين كيف أراد الله أن يهلك مدنيتي سدوم وعمورة الخاطئتين. يدعي لوط ملاكين ليحتميا في بيته بين عائلته. يحيط رجال سدوم ببيت لوط مطالبينه بإخراج الرسولان بغية أن «يعرفوهما» (ينطوي المصطلح على تلميحات جنسية). يحتج لوط معللًا بكون «الرسولين» ضيفيه، ويعرض عليهم أن يقدم ابنته العذراء لهم بدلًا من الرجلين، لكنهم يهددون لوط بأن يفعلوا به «شرًا أكثر» مما سيفعلوه بضيفيه. بعدها، يضرب الملاكان الرجال المتجمهرين بالعمى، «فعجزوا عن أن يجدوا الباب» (تكوين 19: 4-11، نسخة الملك جيمس)
يُستخدم المصطلح بصفة خاصة، في يومنا هذا، في القانون. جرى تدبرها بشكل متكرر عبر قوانين تحظر السدومية في الحضارات اليهودية، والمسيحية، والإسلامية، لكن المصطلح يُستخدم على مضض خارج أفريقيا وآسيا والولايات المتحدة. طُعِن في هذه القوانين في الولايات المتحدة، وحُكِم بعدم دستوريتها أو استُبدِلت بتشريعات غيرها.
هناك عدة ألفاظ في عدد من اللغات من نفس الأصل اللغوي تعني ممارسة الجنس الشرجي حصرًا، على الأقل منذ بداية القرن التاسع عشر، على سبيل المثال: في اللغة الفرنسية لفظ سودومي (sodomie من الفعل sodomiser)، وفي اللغة الإسبانية لفظ سودوميا (sodomía من الفعل sodomizar)، وفي اللغة البرتغالية لفظ سودومييه (sodomia من الفعل sodomizar). غالبًا ما يكون المصطلح في هذه اللغات مصطلحًا عاميًا أيضًا (وليس لفظًا قانونيًا فحسب، خلافًا لما هو الحال في ثقافات أخرى) وطريقة رسمية للإشارة إلى أي ممارسة للإيلاج الشرجي وعادةً ما تقترن كلمة جنس بالرضا والمتعة بالنسبة لكل الأطراف المعنية، وعلى الأغلب لا تتطرق مباشرةً إلى جانبين شائعين من التابوات، وهما: الجنسانية البشرية والشرج، دون أي دلالة على استخدامهما.
في الألمانية الحديثة، لا تتصل كلمة زودومي (بالألمانية: Sodomie) لا بالجنس الشرجي ولا الفموي، بل تشير بالتحديد إلى البهيمية. الأمر ذاته في اللغة البولندية في لفظ سودوميا (sodomia). يحمل اللفظ النرويجي سودومي (sodomi) كلا المعنيين. يُعرَّف اللفظ الدنماركي لهذه الكلمة (sodomi) على أنه «علاقة جسدية مع شخص من الجنس ذاته أو مع (الآن) مع الحيوانات».
اشتق اللفظ في اللغة العربية والفارسية من الكلمة ذاتها في الثقافة الغربية، في العربية تلفظ «لِواط»، وفي الفارسية «لافاط»، بنفس الدلالات التي تنطوي عليها اللغة الإنجليزية (في إشارة إلى معظم الأفعال الجنسية التي يحرمها القرآن). مصدر الكلمة المباشر في العربية هو لوط، وتفسيرها الحرفي «ممارسة لوط»، وبشكل أدق «ممارسة شعب لوط» (السدومية) لا لوط نفسه.
اشتق لفظ سود (بالإنجليزية: Sod)، وهو الاسم من الفعل سود أوف (بالإنجليزية: sod off) المستعمل للإهانة، من كلمة سودومايت (بالإنجليزية: sodomite) «لوطي». كلمة مهينة عامةً الغرض توجه لأي شخص يكرهه المتلفظ بها دون إشارة محددة إلى سلوك الأول الجنسي. يُستخدم لفظ سود (Sod) في اللغة العامية في المملكة المتحدة والكومنولث ويعد لفظًا هجوميًا نوعًا ما. غير أنه في نيوزيلندا وأستراليا لا يعد لفظًا مهينًا على الإطلاق، بل يعتبر «خشنًا» فقط، إذ أنه محليًا كما يفترض، حتى وإن كان خطأً، يُفهم لفظ «سود» على أنه كتلة رطبة من التراب.